# Chantal Škamlová
Chantal Škamlová (* 4. září 1993 Banská Bystrica) je slovenská tenistka.
Na profesionálních turnajích debutovala už v roce 2008. Zatím je vedena pouze jako amatérská tenistka, protože studuje a rozhoduje se mezi kariérou tenistky a kariérou modelky. Na žebříčku WTA byla nejlépe umístěna ve dvouhře na 434. místě v roce 2013, v témže roce se dostala na své maximum i ve čtyřhře, kterým je 437. příčka. Spolu s krajankou Janou Čepelovou vyhrála juniorku čtyřhry na Australian Open 2010, když ve finále porazily pár Tímea Babosová a Gabriela Dabrowski po setech 7–6, 6–2. Na Letních olympijských hrách mládeže 2010 v Singapuru získala stříbrnou medaili ve čtyřhře.

## Finále na turnajích ITF

### Dvouhra

#### Vítězka (2)
| Č. | Datum           | Turnaj   | Povrch | Finalistka        | Výsledek |
| -- | --------------- | -------- | ------ | ----------------- | -------- |
| 1. | 28. května 2012 | Varšava  | antuka | Katarzyna Kawa    | 6-3, 6-2 |
| 2. | 11. června 2012 | Erzincan | tvrdý  | Jeannine Prentner | 6-1, 6-1 |

#### Finalistka (4)
| Č. | Datum             | Turnaj    | Povrch | Finalistka       | Výsledek      |
| -- | ----------------- | --------- | ------ | ---------------- | ------------- |
| 1. | 12. července 2009 | Piešťany  | antuka | Zuzana Zalabská  | 6-3, 3-6, 0-6 |
| 2. | 25. července 2012 | Prokuplje | antuka | Ana Savic        | 2-6, 4-6      |
| 3. | 12. července 2013 | Antalya   | tvrdý  | Ellen Allgurin   | 0-6, 6-3, 2-6 |
| 4. | 25. července 2012 | Essen     | antuka | Michaela Hončová | 2-6, 2-6      |

### Čtyřhra

#### Vítězka (4)
| Č. | Datum           | Turnaj            | Spoluhráčka        | Soupeřky ve finále                   | Výsledek         |
| -- | --------------- | ----------------- | ------------------ | ------------------------------------ | ---------------- |
| 1. | 11. října 2010  | Antalya, Turecko  | Nikola Vajdová     | Basak Erayidin Camilla Rosatello     | 6–3, 6-1         |
| 2. | 4. června 2012  | Agri, Turecko     | Alexandra Romanova | Abbie Myers Yana Siziková            | 6–3, 4–6, [10–7] |
| 3. | 11. června 2012 | Erzincan, Turecko | Alina Wessel       | Jeannine Prentner Evgeniya Svintsová | 6-0, 6-4         |
| 4. | 1. října 2012   | Solin, Chorvatsko | Lenka Juríková     | Denisa Allertová Michaela Boev       | 7-5, 6-4         |

#### Finalistka (8)
| Č. | Datum              | Turnaj                | Spoluhráčka               | Soupeřky ve finále                       | Výsledek         |
| -- | ------------------ | --------------------- | ------------------------- | ---------------------------------------- | ---------------- |
| 1. | 12. dubna 2010     | Bol, Chorvatsko       | Romana Tabak              | Alexandra Cadanțuová Alexandra Damaschin | 2–6, 6-1, 2-6    |
| 2. | 14. června 2010    | Bratislava, Slovensko | Gabriela Dabrowski        | Katarína Kachlíková Lenka Tvarošková     | 4–6, 6–7         |
| 3. | 4. října 2010      | Antalya Turecko       | Monika Tůmová             | Victoria Kamenskaya Anna Orlik           | 6-7, 4-6         |
| 4. | 26. března 2012    | Antalya, Turecko      | Anna Karolína Schmiedlová | Anamika Bahram Sylvia Krywacz            | 6-4, 4-6, [3–10] |
| 5. | 12. listopadu 2012 | Edgbaston, Anglie     | Martina Kubičíková        | Anna Fitzpatrick Jade Windley            | 2-6, 3-6         |
| 6. | 4. února 2013      | Sharm El Sheik, Egypt | Martina Kubičíková        | Doroteja Eric Barbara Haas               | 2-6, 5-7         |
| 7. | 25. února 2013     | Antalya, Turecko      | Lenka Juríková            | Gioia Barbieri Anne Schaefer             | 6-4, 3-6, [4–10] |
| 8. | 29. července 2013  | Roveretto, Itálie     | Olga Ianchuk              | Martina Caregaro Anna Florisová          | 6-3, 4-6, [6–10] |